# Arktiskt fjällfly
Arktiskt fjällfly, Xestia arctica är en fjärilsart som först beskrevs av Johan Wilhelm Zetterstedt 1839.  Arktiskt fjällfly ingår i släktet Xestia, och familjen nattflyn. Arten har tidigare förts till Xestia speciosa som har visat sig bestå av tre arter, Xestia speciosa (saknar svenskt namn), baltiskt skogsfly (Xestia baltica) och arktiskt fjällfly (Xestia arctica). Arktiskt fjällfly ansågs tidigare vara en underart till Xestia speciosa, men har visat sig vara en god art med tydliga skillnader i genitalier mot de andra arterna. Någon bedömning av hotstatus för rödlistning av arten har inte gjorts ännu i Sverige,  än mindre i Finland.